# Premios de la Sociedad Internacional de Cinéfilos 2018
La 15ª edición de los Premios de la Sociedad Internacional de Cinéfilos se celebró el 4 de febrero de 2018.

## Premios y nominaciones
La película ganadora está resaltada en dorado.

### Mejor película
| País           | Título                      | Director                   |
| -------------- | --------------------------- | -------------------------- |
| Estados Unidos | Blade Runner 2049           | Denis Villeneuve           |
| Francia        | BPM (Beats Per Minute)      | Robin Campillo             |
| Italia         | Call Me by Your Name        | Luca Guadagnino            |
| Estados Unidos | Good Time                   | Ben Safdie y Joshua Safdie |
| Estados Unidos | Lady Bird                   | Greta Gerwig               |
| Estados Unidos | The Lost City of Z          | James Gray                 |
| Francia        | Nocturama                   | Bertrand Bonello           |
| Corea del Sur  | On the Beach at Night Alone | Hong Sang-soo              |
| Francia        | Personal Shopper            | Olivier Assayas            |
| Estados Unidos | Phantom Thread              | Paul Thomas Anderson       |
| Reino Unido    | A Quiet Passion             | Terence Davies             |

### Mejor película en habla no inglesa
Esta categoría se encuentra actualmente descontinuada. En la 16° edición de los premios se presentó por última vez. Para la 17° edición se unifican las categorías de Mejor película y Mejor película de habla no inglesa en una sola (el nombre de la categoría pasa a ser Mejor película a secas sin distinciones de origen).
| País          | Título                      | Director                |
| ------------- | --------------------------- | ----------------------- |
| Francia       | BPM (Beats Per Minute)      | Robin Campillo          |
| Francia       | The Death of Louis XIV      | Albert Serra            |
| Francia       | Nocturama                   | Bertrand Bonello        |
| Corea del Sur | On the Beach at Night Alone | Hong Sang-soo           |
| Portugal      | The Ornithologist           | João Pedro Rodrigues    |
| Francia       | Raw                         | Julia Ducournau         |
| Rumania       | Sieranevada                 | Cristi Puiu             |
| Francia       | Staying Vertical            | Alain Guiraudie         |
| Francia       | Visages Villages            | Agnès Varda y Jean René |
| Filipinas     | The Woman Who Left          | Lav Diaz                |

### Resto de categorías
| Mejor director - Paul Thomas Anderson – Phantom Thread - Bertrand Bonello – Nocturama - Greta Gerwig – Lady Bird - James Gray – The Lost City of Z - Luca Guadagnino – Call Me by Your Name - Denis Villeneuve – Blade Runner 2049 | Mejor actor - Nahuel Pérez Biscayart – BPM (Beats Per Minute) - Timothée Chalamet – Call Me by Your Name - Daniel Day-Lewis – Phantom Thread - Jean-Pierre Léaud – The Death of Louis XIV - Robert Pattinson – Good Time                                                    |
| Mejor actriz - Kim Min-hee – On the Beach at Night Alone - Vicky Krieps – Phantom Thread - Cynthia Nixon – A Quiet Passion - Saoirse Ronan – Lady Bird - Kristen Stewart – Personal Shopper - Daniela Vega – A Fantastic Woman     | Mejor actor de reparto - John Lloyd Cruz – The Woman Who Left - Willem Dafoe – The Florida Project - Armie Hammer – Call Me by Your Name - Barry Keoghan – The Killing of a Sacred Deer - Michael Stuhlbarg – Call Me by Your Name - Arnaud Valois – BPM (Beats Per Minute) |
| Mejor actriz de reparto - Juliette Binoche – Slack Bay - Amira Casar – Call Me by Your Name - Lesley Manville – Phantom Thread - Laurie Metcalf – Lady Bird - Sienna Miller – The Lost City of Z                                   | Mejor reparto - BPM (Beats Per Minute) - Call Me by Your Name - Lady Bird - Nocturama - Sieranevada |
| Mejor guion original - Get Out – Jordan Peele - Lady Bird – Greta Gerwig - Personal Shopper – Olivier Assayas - Phantom Thread – Paul Thomas Anderson - A Quiet Passion – Terence Davies                                           | Mejor guion adaptado - Call Me by Your Name – James Ivory - The Death of Louis XIV – Thierry Lounas, Albert Serra - The Lost City of Z – James Gray - Marjorie Prime – Michael Almereyda - The Woman Who Left – Lav Diaz                                                    |
| Mejor fotografía - Blade Runner 2049 – Roger Deakins - Call Me by Your Name – Sayombhu Mukdeeprom - The Lost City of Z – Darius Khondji - Nocturama – Léo Hinstin - Wonderstruck – Edward Lachman                                  | Mejor edición - Dunkirk – Lee Smith - A Ghost Story – David Lowery - Good Time – Ronald Bronstein, Benny Safdie - Nocturama – Fabrice Rouaud - Personal Shopper – Marion Monnier                                                                                            |
| Mejor diseño de producción - Blade Runner 2049 – Dennis Gassner - Call Me by Your Name – Samuel Deshors - Phantom Thread – Mark Tildesley - A Quiet Passion – Merijn Sep - Wonderstruck – Mark Friedberg                           | Mejor banda sonora - Call Me by Your Name – Sufjan Stevens - Good Time – Daniel Lopatin como Oneohtrix Point Never - The Lost City of Z – Christopher Spelman - Phantom Thread – Jonny Greenwood - Wonderstruck – Carter Burwell                                            |
| Mejor documental - Chavela - Dawson City: Frozen Time - Ex Libris: The New York Public Library - Visages Villages - Wormwood | Mejor película animada - The Breadwinner - Coco - The Girl Without Hands - Loving Vincent - My Entire High School Sinking Into the Sea |